# Lee Sang-yoon (futbolista)
Lee Sang-yoon (en coreano: 이상윤; nacido el 10 de abril de 1969 en Daejeon) es un exfutbolista y actual entrenador surcoreano. Jugaba de delantero y su último club fue el Bucheon SK de Corea del Sur. Actualmente no dirige a ningún equipo.
Lee desarrolló la mayor parte de su carrera en Ilhwa Chunma. Además, fue internacional absoluto por la Selección de fútbol de Corea del Sur y disputó las Copas Mundiales de la FIFA de 1990 y 1998.

## Trayectoria

### Clubes como futbolista
| Club                                         | País          | Año         |
| -------------------------------------------- | ------------- | ----------- |
| Ilhwa Chunma / Cheonan Ilhwa Chunma          | Corea del Sur | 1990 - 1998 |
| FC Lorient (préstamo)                        | Francia       | 1999        |
| Cheonan Ilhwa Chunma / Seongnam Ilhwa Chunma | Corea del Sur | 1999 - 2000 |
| Bucheon SK                                   | Corea del Sur | 2001        |

### Selección nacional como futbolista
| Selección | País          | Año         |
| --------- | ------------- | ----------- |
| Absoluta  | Corea del Sur | 1990 - 1998 |

### Clubes como entrenador
| Club                      | País          | Año         |
| ------------------------- | ------------- | ----------- |
| Busan IPark (asistente)   | Corea del Sur | 2011        |
| Chungnam Ilhwa Chunma     | Corea del Sur | 2012        |
| Seongnam F.C. (asistente) | Corea del Sur | 2014        |
| Seongnam F.C. (interino)  | Corea del Sur | 2014        |
| Universidad Konkuk        | Corea del Sur | 2015 - 2017 |

## Estadísticas

### Como futbolista

#### Clubes
| Rendimiento de club | Rendimiento de club                          | Rendimiento de club | Liga  | Liga  | Copa            | Copa            | Copa de la Liga | Copa de la Liga | Continental | Continental | Total | Total |
| Año                 | Club                                         | Liga                | Part. | Goles | Part.           | Goles           | Part.           | Goles           | Part.       | Goles       | Part. | Goles |
| Corea del Sur       | Corea del Sur                                | Corea del Sur       | Liga  | Liga  | KFA Cup         | KFA Cup         | Copa de la Liga | Copa de la Liga | Asia        | Asia        | Total | Total |
| ------------------- | -------------------------------------------- | ------------------- | ----- | ----- | --------------- | --------------- | --------------- | --------------- | ----------- | ----------- | ----- | ----- |
| 1990                | Ilhwa Chunma                                 | K-League            | 14    | 4     | -               | -               | -               | -               | -           | -           | 14    | 4     |
| 1991                | Ilhwa Chunma                                 | K-League            | 35    | 15    | -               | -               | -               | -               | -           | -           | 35    | 15    |
| 1992                | Ilhwa Chunma                                 | K-League            | 28    | 9     | -               | -               | 7               | 3               | -           | -           | 35    | 12    |
| 1993                | Ilhwa Chunma                                 | K-League            | 29    | 7     | -               | -               | 3               | 0               | -           | -           | 32    | 7     |
| 1994                | Ilhwa Chunma                                 | K-League            | 27    | 6     | -               | -               | 4               | 0               | ?           | ?           |       |       |
| 1995                | Ilhwa Chunma                                 | K-League            | 24    | 1     | -               | -               | 0               | 0               | ?           | ?           |       |       |
| 1996                | Cheonan Ilhwa Chunma                         | K-League            | 25    | 5     | ?               | ?               | 0               | 0               | ?           | ?           |       |       |
| 1997                | Cheonan Ilhwa Chunma                         | K-League            | 7     | 1     | ?               | ?               | 5               | 0               | ?           | ?           |       |       |
| 1998                | Cheonan Ilhwa Chunma                         | K-League            | 12    | 3     | ?               | ?               | 1               | 0               | -           | -           |       |       |
| Francia             | Francia                                      | Francia             | Liga  | Liga  | Copa de Francia | Copa de Francia | Copa de la Liga | Copa de la Liga | Europa      | Europa      | Total | Total |
| 1999                | FC Lorient                                   | Ligue 1             | 4     | 0     | 0               | 0               | 0               | 0               | -           | -           | 4     | 0     |
| Corea del Sur       | Corea del Sur                                | Corea del Sur       | Liga  | Liga  | KFA Cup         | KFA Cup         | Copa de la Liga | Copa de la Liga | Asia        | Asia        | Total | Total |
| 1999                | Cheonan Ilhwa Chunma / Seongnam Ilhwa Chunma | K-League            | 15    | 3     | ?               | ?               | 1               | 0               | -           | -           |       |       |
| 2000                | Cheonan Ilhwa Chunma / Seongnam Ilhwa Chunma | K-League            | 25    | 9     | ?               | ?               | 11              | 4               | ?           | ?           |       |       |
| 2001                | Bucheon SK                                   | K-League            | 16    | 1     | ?               | ?               | 4               | 0               | -           | -           |       |       |
| Total               | Corea del Sur                                | Corea del Sur       | 257   | 64    |                 |                 | 36              | 7               |             |             |       |       |
| Total               | Francia                                      | Francia             | 4     | 0     | 0               | 0               | 0               | 0               | -           | -           | 4     | 0     |
| Total carrera       | Total carrera                                | Total carrera       | 261   | 64    |                 |                 | 36              | 7               |             |             |       |       |

#### Selección nacional
Fuente:
| Selección de Corea del Sur | Selección de Corea del Sur | Selección de Corea del Sur |
| Año                        | Part.                      | Goles                      |
| -------------------------- | -------------------------- | -------------------------- |
| 1990                       | 6                          | 2                          |
| 1991                       | 0                          | 0                          |
| 1992                       | 2                          | 0                          |
| 1993                       | 0                          | 0                          |
| 1994                       | 0                          | 0                          |
| 1995                       | 0                          | 0                          |
| 1996                       | 0                          | 0                          |
| 1997                       | 10                         | 3                          |
| 1998                       | 13                         | 7                          |
| Total                      | 31                         | 12                         |

##### Goles internacionales
| #  | Fecha                    | Lugar                                                 | Oponente               | Gol | Resultado | Competición                                |
| -- | ------------------------ | ----------------------------------------------------- | ---------------------- | --- | --------- | ------------------------------------------ |
| 1  | 22 de junio de 1988      | Estadio Gelora Bung Karno, Yakarta, Indonesia         | Indonesia              | 2-0 | 4-0       | Copa Asiática 1988                         |
| 2  | 4 de febrero de 1990     | Estadio Nacional Ta' Qali, Ta' Qali, Malta            | Noruega                | 2-1 | 2–3       | Amistoso                                   |
| 3  | 31 de julio de 1990      | Estadio de los Trabajadores, Pekín, China             | China                  | 1-0 | 1–0       | Copa Dinastía 1990                         |
| 4  | 12 de septiembre de 1997 | Estadio Olímpico de Seúl, Seúl, Corea del Sur         | Uzbekistán             | 2-1 | 2–1       | Clasificación para la Copa Mundial de 1998 |
| 5  | 4 de octubre de 1997     | Estadio Olímpico de Seúl, Seúl, Corea del Sur         | Emiratos Árabes Unidos | 3-0 | 3–0       | Clasificación para la Copa Mundial de 1998 |
| 6  | 9 de noviembre de 1997   | Estadio Jeque Zayed, Abu Dabi, Emiratos Árabes Unidos | Emiratos Árabes Unidos | 1-0 | 3–1       | Clasificación para la Copa Mundial de 1998 |
| 7  | 27 de enero de 1998      | Estadio Suphachalasai, Bangkok, Tailandia             | Egipto                 | 2-0 | 2–0       | King's Cup 1998                            |
| 8  | 1 de marzo de 1998       | Estadio Internacional de Yokohama, Yokohama, Japón    | Japón                  | 1-1 | 1–2       | Copa Dinastía 1998                         |
| 9  | 4 de marzo de 1998       | Estadio Internacional de Yokohama, Yokohama, Japón    | China                  | 2-1 | 2–1       | Copa Dinastía 1998                         |
| 10 | 1 de abril de 1998       | Estadio Olímpico de Seúl, Seúl, Corea del Sur         | Japón                  | 1-0 | 2–1       | Amistoso                                   |
| 11 | 16 de mayo de 1998       | Estadio Olímpico de Seúl, Seúl, Corea del Sur         | Jamaica                | 1-0 | 2–1       | Amistoso                                   |
| 12 | 16 de mayo de 1998       | Estadio Olímpico de Seúl, Seúl, Corea del Sur         | Jamaica                | 2-1 | 2–1       | Amistoso                                   |
| 13 | 4 de junio de 1998       | Estadio Olímpico de Seúl, Seúl, Corea del Sur         | China                  | 1-0 | 1–1       | Partido Anual Corea-China                  |

##### Participaciones en fases finales
| Torneo                         | Sede    | Resultado    | Partidos | Goles |
| ------------------------------ | ------- | ------------ | -------- | ----- |
| Copa Mundial de Fútbol de 1990 | Italia  | Primera fase | 0        | 0     |
| Copa Mundial de Fútbol de 1998 | Francia | Primera fase | 2        | 0     |

## Logros

### Seongnam Ilhwa Chunma
- K League 1: 1993, 1994, 1995
- Copa de Corea: 1999
- Copa de la Liga de Corea: 1992
- Copa de Clubes de Asia: 1995
- Supercopa de la AFC: 1996
- Copa Afroasiática: 1996